# Impuesto sobre sociedades
El impuesto de sociedades, también denominado impuesto sobre la renta o el beneficio de las sociedades, es un impuesto directo, de carácter personal y habitualmente de tipo impositivo único, que recae sobre los beneficios obtenidos por las sociedades o empresas.
En los sistemas fiscales, el gravamen de las rentas se estructura en dos grandes impuestos, uno que grava a las personas físicas  (impuesto sobre la renta de las personas físicas) y otro paralelo que grava la renta o beneficio de las sociedades (impuesto sobre sociedades). A pesar del protagonismo actual de las sociedades en la vida económica de los países desarrollados, la participación del impuesto sobre sociedades en el conjunto de ingresos fiscales en los países pertenecientes a la OCDE alcanzó un 10%, frente al 26% correspondiente al impuesto sobre la renta de las personas físicas.
La existencia de un impuesto sobre las sociedades ha sido objeto de controversia en el ámbito teórico de la economía pública, enfrentando a los que consideran que es una figura independiente de impuesto sobre la renta de las personas físicas, así desde la perspectiva legal, las sociedades son personas jurídicas que tiene capacidad legal para contratar y asumir deudas y derechos, y por tanto igual que las personas físicas deben pagar impuestos. Frente a esta postura se encuentran los que opinan que las sociedades son un mero conducto de transmisión de la renta hacia las personas físicas y que es en éstas donde debe producirse el gravamen de las rentas.

## Estructura del impuesto

### Sujeto pasivo
Constituyen el sujeto pasivo típico del impuesto las sociedades de capital, entidades con personalidad jurídica propia y responsabilidad limitada de los socios. Aunque la mayoría de entidades carentes de personalidad jurídica quedan fuera del impuesto, determinadas entidades carentes de personalidad, como son los fondos de inversión y los planes de pensiones, suelen ser gravados por este impuesto, aunque sea con la aplicación un tipo de gravamen especial.

### Base imponible
En la práctica se acerca al beneficio contable, suma de ingresos netos y variaciones patrimoniales. En el cálculo de los ingresos netos se restan de los ingresos brutos los gastos deducibles. Se admite normalmente la compensación de las pérdidas de un ejercicio con los beneficios de los ejercicios siguientes. Los problemas que se suscitan en la fijación de la base imponible son:
- la valoración de las existencias
- las amortizaciones o deducciones por depreciación del activo.
- las variaciones patrimoniales.

### Tasa impositiva
Generalmente, la tasa impositiva aplicable en los impuestos sobre sociedades es fija y no depende del nivel de base imponible, constituyendo por tanto un impuesto de carácter proporcional. No obstante, es corriente la existencia de tasas de gravamen especiales para sociedades dedicadas a actividades no lucrativas. También existen en determinados países tasas de gravamen diferenciadas para los beneficios distribuidos y para los no distribuidos.

## Economía
Los economistas no se ponen de acuerdo sobre qué parte de la carga del impuesto de sociedades recae en los propietarios, los trabajadores, los consumidores y los terratenientes, y cómo afecta el impuesto de sociedades al crecimiento económico y a la desigualdad económica. Es probable que una mayor parte de la carga recaiga sobre el capital en las grandes economías abiertas como la estadounidense. Algunos estudios sitúan la carga más en el trabajo. Según un estudio: "El análisis de regresión muestra que un aumento de un punto porcentual en el tipo marginal del impuesto de sociedades estatal reduce los salarios entre un 0,14 y un 0,36 por ciento." Ha habido otros estudios. Según el Adam Smith Institute, "Clausing (2012), Gravelle (2010) y Auerbach (2005), las tres mejores revisiones que hemos encontrado, concluyen básicamente que la mayor parte del impuesto recae sobre el capital, no sobre el trabajo."
Un metaanálisis de 2022 concluyó que el impacto del impuesto de sociedades sobre el crecimiento económico era exagerado y que no podía descartarse que fuera nulo.

## Efectos económicos

### Efectos sobre la estructura financiera de las empresas
Cuando una empresa necesita financiación para su actividad productiva, puede emitir nuevas acciones como fuente de financiación propia o recurrir a cualquiera de las formas de endeudamiento préstamo bancario, obligaciones, bonos etc. La existencia de un impuesto de sociedades en el que resulta gasto deducible los intereses pagados pero no resultan deducibles los dividendos que remuneran el capital propio, lo que pueda originar distorsiones a favor de la utilización de fuentes de financiación ajenas en vez de fuentes propias.

### Efectos sobre la asignación de los recursos productivos
Estos efectos son los producidos por el diferente tratamiento que introduce la existencia de este impuesto en los rendimientos de capital de las empresas según sean sociedades o no, que podría provocar a largo plazo una reasignación de recursos, trasvasándose desde las empresas societarias a las no societarias.

### Efectos sobre la inversión
En principio este impuesto tiene un efecto negativo sobre la inversión al disminuir el volumen de fondos de que dispone una sociedad para afrontarlas. 
Puesto que la inversión constituye una variable de gran importancia en el desarrollo económico de un país, la política fiscal ha incluido siempre entre sus componentes medidas de incentivo de la inversión privada, básicamente a través del impuesto sobre sociedades, vía libertad de amortizaciones o mediante deducciones en la cuota del impuesto por la realización de inversiones. Sin embargo no parece que estos mecanismos logren incentivar en gran medida la inversión, logrando únicamente adelantar o retrasar la puesta en ejecución de inversiones proyectadas.

### Comparación con otras rentas del capital
En el impuesto de sociedades se gravan unas rentas del capital (beneficios de empresas), que, además, se gravan también en el IRPF, lo que supone una discriminación en relación con otras clases de rentas del capital (rendimientos de Letras del Tesoro, intereses de cuentas de ahorro, etc.) que solamente se gravan en el IRPF.

## La doble imposición de los dividendos
La existencia de un impuesto sobre los beneficios de las sociedades lleva consigo que sus socios soporten por una parte, el impuesto que grava esos beneficios y posteriormente en la parte de los mismos que se reparten entre los socios, el impuesto correspondiente sobre la renta personal. Los sistemas para evitar esta doble imposición son los siguientes:

### Sistema de unidad
Significaría la supresión del impuesto de sociedades y la tributación en el impuesto personal de los socios, por la totalidad de la renta generada por las sociedades. Esta fórmula parece asequible para sociedades pequeñas, pero no para las grandes empresas.

### Sistema de integración
Según este sistema las personas físicas deducen del impuesto sobre la renta de las personas físicas, la parte del impuesto de sociedades que ha gravado previamente los dividendos repartidos a los accionistas, coexistiendo los dos impuestos con autonomía.

### Sistema de exención en el impuesto sobre sociedades
Según este sistema no se gravan en el impuesto sobre sociedades la parte de los beneficios distribuidos o dividendos, por lo que los dividendos son gravados únicamente en el impuesto sobre la renta de las personas físicas.

## Pérdidas
La mayoría de las jurisdicciones permiten la asignación o deducción de pérdidas entre períodos de alguna manera para las empresas, incluso cuando dicha deducción no está permitida para las personas físicas. Unas pocas jurisdicciones permiten que las pérdidas (generalmente definidas como ingresos imponibles negativos) se deduzcan revisando o modificando los ingresos imponibles del año anterior.  La mayoría de las jurisdicciones permiten tales deducciones solo en períodos posteriores. Algunas jurisdicciones imponen limitaciones de tiempo en cuanto a cuándo se pueden utilizar las deducciones por pérdidas.

## Tasas internacionales del impuesto de sociedades
Las tasas del impuesto de sociedades varían mucho de un país a otro, lo que lleva a algunas empresas a blindar sus beneficios en filiales extraterritoriales o a redomiciliarse en países con tipos impositivos más bajos.
Al comparar las tasas impositivas nacionales del impuesto de sociedades, también hay que tener en cuenta los impuestos sobre los dividendos pagados a los accionistas. Por ejemplo, el impuesto general de EE. UU. sobre los beneficios de las empresas, del 35%, es inferior o similar al de países europeos como Alemania, Irlanda, Suiza y el Reino Unido, que tienen tasas impositivas más bajas, pero impuestos más altos sobre los dividendos pagados a los accionistas.
Las tasas del impuesto de sociedades en toda la Organización para la Cooperación y el Desarrollo Económicos (OCDE) se muestran en la tabla.
| País                     | Tasa del impuesto de sociedades (2019) | Tasa impositiva sobre los dividendos (2019) | Tasa integrada del impuesto sobre sociedades (2019) |
| ------------------------ | -------------------------------------- | ------------------------------------------- | --------------------------------------------------- |
| Irlanda                  | 12.5%                                  | 51.0%                                       | 57.1%                                               |
| Corea del Sur            | 27.5%                                  | 40.3%                                       | 56.7%                                               |
| Canadá                   | 26.8%                                  | 39.3%                                       | 55.6%                                               |
| Francia                  | 32.0%                                  | 34.0%                                       | 55.1%                                               |
| Bandera de Dinamarca     | 22.0%                                  | 42.0%                                       | 54.8%                                               |
| Bandera de Bélgica       | 29.6%                                  | 30.0%                                       | 50.7%                                               |
| Bandera de Portugal      | 31.5%                                  | 28.0%                                       | 50.7%                                               |
| Reino Unido              | 19.0%                                  | 38.1%                                       | 49.9%                                               |
| Bandera de Israel        | 23.0%                                  | 33.0%                                       | 48.4%                                               |
| Bandera de Alemania      | 29.9%                                  | 26.4%                                       | 48.4%                                               |
| Estados Unidos           | 21.0%                                  | 29.3%                                       | 47.6%                                               |
| Bandera de Australia     | 30.0%                                  | 24.3%                                       | 47.0%                                               |
| Bandera de Noruega       | 22.0%                                  | 31.7%                                       | 46.7%                                               |
| Bandera de Austria       | 25.0%                                  | 27.5%                                       | 45.6%                                               |
| Bandera de Suecia        | 21.4%                                  | 30.0%                                       | 45.0%                                               |
| Bandera de Japón         | 29.7%                                  | 20.3%                                       | 44.0%                                               |
| Italia                   | 24.0%                                  | 26.0%                                       | 43.8%                                               |
| Países Bajos             | 25.0%                                  | 25.0%                                       | 43.8%                                               |
| Bandera de Finlandia     | 20.0%                                  | 28.9%                                       | 43.1%                                               |
| Bandera de España        | 25.0%                                  | 23.0%                                       | 42.3%                                               |
| Bandera de México        | 30.0%                                  | 17.1%                                       | 42.0%                                               |
| Bandera de Luxemburgo    | 24.9%                                  | 21.0%                                       | 40.7%                                               |
| Bandera de Eslovenia     | 19.0%                                  | 25.0%                                       | 39.3%                                               |
| Bandera de Grecia        | 28.0%                                  | 15.0%                                       | 38.8%                                               |
| Bandera de Suiza         | 21.1%                                  | 21.1%                                       | 37.8%                                               |
| Bandera de Islandia      | 20.0%                                  | 22.0%                                       | 37.6%                                               |
| Bandera de Chile         | 25.0%                                  | 13.3%                                       | 35.0%                                               |
| Bandera de Turquía       | 22.0%                                  | 17.5%                                       | 35.0%                                               |
| Bandera de Polonia       | 19.0%                                  | 19.0%                                       | 34.4%                                               |
| Bandera de Nueva Zelanda | 28.0%                                  | 6.9%                                        | 33.0%                                               |
| República Checa          | 19.0%                                  | 15.0%                                       | 31.2%                                               |
| Bandera de Lituania      | 15.0%                                  | 15.0%                                       | 27.8%                                               |
| República Eslovaca       | 21.0%                                  | 7.0%                                        | 26.5%                                               |
| Bandera de Hungría       | 9.0%                                   | 15.0%                                       | 22.7%                                               |
| Bandera de Estonia       | 20.0%                                  | 0.0%                                        | 20.0%                                               |
| Bandera de Letonia       | 20.0%                                  | 0.0%                                        | 20.0%                                               |

Los tipos del impuesto de sociedades en otras jurisdicciones incluyen:
| Country                           | Tasa de impuesto sobre ingresos corporativos                    | Tasa de impuesto sobre dividendos                               | Tipo integrado del Impuesto de Sociedades |
| --------------------------------- | --------------------------------------------------------------- | --------------------------------------------------------------- | ----------------------------------------- |
| Bandera de Bulgaria               | 10.0%                                                           | 5.0%                                                            | 14.5%                                     |
| Bandera de la India               | 22% (2019) 15% (for newly incorporated manufacturing companies) |                                                                 |                                           |
| Bandera de Rusia                  | 20% (2015)                                                      |                                                                 |                                           |
| Bandera de Singapur               | 17%, with significant exemptions for resident companies (2015)  |                                                                 |                                           |
| Bandera de Emiratos Árabes Unidos | 0 percent for taxable income up to AED 375,000 (December, 2022) | 9 percent for taxable income above AED 375,000 (December, 2022) |                                           |

En octubre de 2021 unos 136 países acordaron aplicar un tipo del impuesto de sociedades de al menos el 15% a partir de 2023 tras las conversaciones sobre un tipo mínimo lideradas por la OCDE durante una década.